# Antonio Taboada Tundidor
Antonio Taboada Tundidor (Ourense ? - Madrid, 30 de desembre de 1959) fou un advocat i polític gallec, germà de Carlos Taboada Tundidor.
Milità al Partit Conservador, amb el qual fou elegit diputat per la província d'Orense a les eleccions generals espanyoles de 1920 i 1923. Actuà com a Ministre de Gràcia i Justícia interí del 22 de setembre al sis d'octubre de 1930. També fou subsecretari d'Obres Públiques.
Un cop proclamada la Segona República Espanyola, fou conseller del Banc de Crèdit Local el 1931-1932 i diputat per la província d'Orense pel Partit Agrari a les eleccions generals espanyoles de 1933 i 1936. Fou secretari del Congrés en 1934 i fiscal del Tribunal Suprem del 23 de desembre de 1935 al 2 de gener de 1936.